# Elektrownia jądrowa Mühleberg
Elektrownia jądrowa Mühleberg – dawna elektrownia jądrowa znajdująca się na terenie Szwajcarii w kantonie Berno w pobliżu Mühleberg. Wyłączona definitywnie z użytkowania 20 grudnia 2019 r.

## Historia
Budowa elektrowni jądrowej Mühleberg rozpoczęła się w 1967 roku. W 1971 roku podczas testów doszło do wybuchu pożaru. Rok później elektrownia rozpoczęła działalność komercyjną. W latach 1984 do 1990 na terenie obiektu były prowadzone działania mające na celu zwiększenie wydajności oraz udoskonalenie systemów bezpieczeństwa. W 1992 roku wystąpiono z wnioskiem o przyznanie elektrowni stałej licencji na prowadzenie działalności. Rada Federalna zdecydowała się jedynie na przedłużenie licencji na kolejne 10 lat. Tego samego roku zainstalowano system DSFS umożliwiający zalanie oraz ochłodzenie reaktora w przypadku awarii. W 2005 roku sformułowano kolejną prośbę o przyznanie nieograniczonej czasowo licencji. W 2007 roku przeprowadzono analizę dotyczącą bezpieczeństwa elektrowni. Pozwoliło to na wydanie w 2009 roku stałej licencji na prowadzenie działalności dla elektrowni jądrowej Mühleberg przez Federalny Departament Środowiska, Transportu, Energii i Komunikacji. Tego samego roku mieszkańcy pobliskiej miejscowości niezgadzający się z tą decyzją złożyli skargę do Federalnego Sądu Administracyjnego. W 2013 roku Federalny Sąd Najwyższy potwierdził przyznanie kompleksowi stałej licencji. W październiku 2013 roku operator elektrowni BKW podjął decyzję o zakończeniu działalności w 2019 roku.
W 2014 r. elektrownia wyprodukowała 3,01 TWh, tj. ok. 4,3% łącznej produkcji energii elektrycznej w Szwajcarii.
7 marca 2018 roku na terenie obiektu czujniki wykryły krótkotrwały wzrost radioaktywności. System bezpieczeństwa dokonał automatycznego wyłączenia reaktora. Elektrownia została definitywnie wyłączona 20 grudnia 2019 r. o godz. 12.30.

## Dane techniczne
- Typ reaktora: Reaktor wodny wrzący BWR-4;
- Moc termiczna: 1097 MW;
- Moc netto: 373 MW;
- Moc brutto: 390 MW.

Źródło: